# Newport, Abergavenny and Hereford Railway

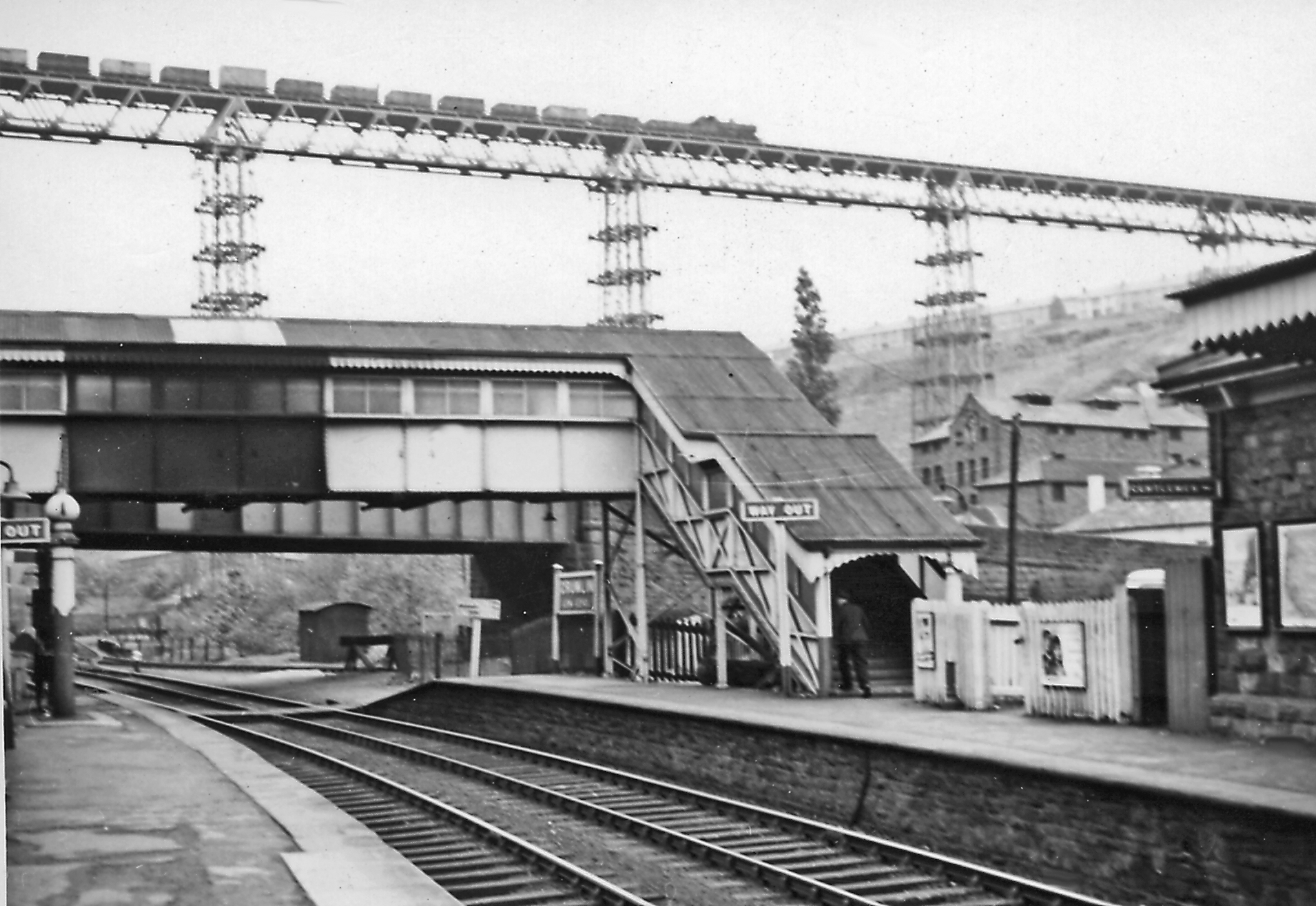
Crumlin-Viadukt auf der Taff Valley Extension

Die Newport, Abergavenny and Hereford Railway war eine britische Eisenbahngesellschaft in Herefordshire in England und Monmouthshire in Wales. 

## Geschichte
Mitte der 1840er Jahre entstand unter der Bezeichnung „Welsh Midland Railway“ der Plan zum Bau einer Bahnverbindung zwischen Worcester und Merthyr Tydfil. Diese Idee wurde nicht umgesetzt, jedoch entwickelte sich daraus der Plan zum Bau einer Bahnstrecke zwischen Newport und Hereford.
Am 3. August 1846 wurde  dann die Newport, Abergavenny and Hereford Railway gegründet. Die Gesellschaft erwarb die zwischen Hereford und Abergavenny betriebenen Pferdebahnen Hereford Railway, Llanvihangel Railway und Grosmont Railway um auf dem vorhandenen Streckenbett die neue Bahnstrecke zu errichten. Die Planung und Bauleitung erfolgte durch Charles Liddell. Die Finanzkrise der Jahre 1847 bis 1851 verzögerte die Bauarbeiten. Der Versuch der London and North Western Railway die Gesellschaft zu erwerben, wurde durch das Parlament abgelehnt. Der erste Zug erreichte am 6. Dezember 1853 Hereford. Der planmäßige Zugbetrieb zwischen Hereford und Pontypool wurde im Januar 1854 eröffnet. In Pontypool bestand ein Übergang zur Bahnstrecke der Monmouthshire Railway and Canal nach Newport.
Am 11. Januar 1858 wurde die am 9. Juli 1847 genehmigte Bahnstrecke Coedygric North Junction–Quakers' Yard (Taff Valley Extension) nach Merthyr Tydfil mit einer Verbindung zur Taff Valley Railway eröffnet. Im Verlauf dieser topografisch schwierigen Bahnstrecke war die Errichtung der beiden Großbrücken Crumlin-Viadukt und Hengoed-Viadukt erforderlich.
1860 fusionierte die finanzielle klamme Gesellschaft mit der Oxford, Worcester and Wolverhampton Railway und der Worcester and Hereford Railway zur West Midland Railway.